# St. Coloman (Kirchseeon)

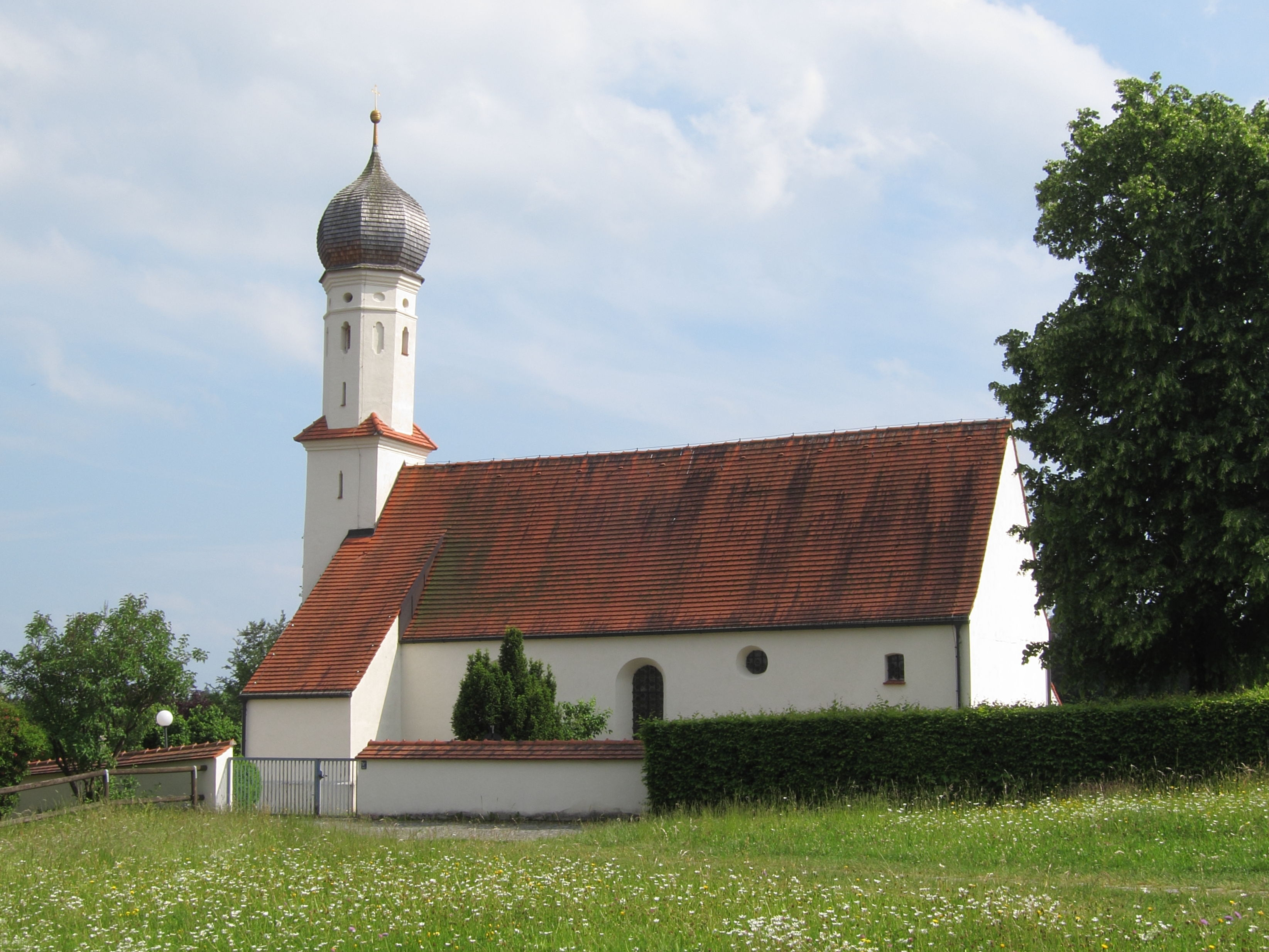
St. Coloman in Kirchseeon

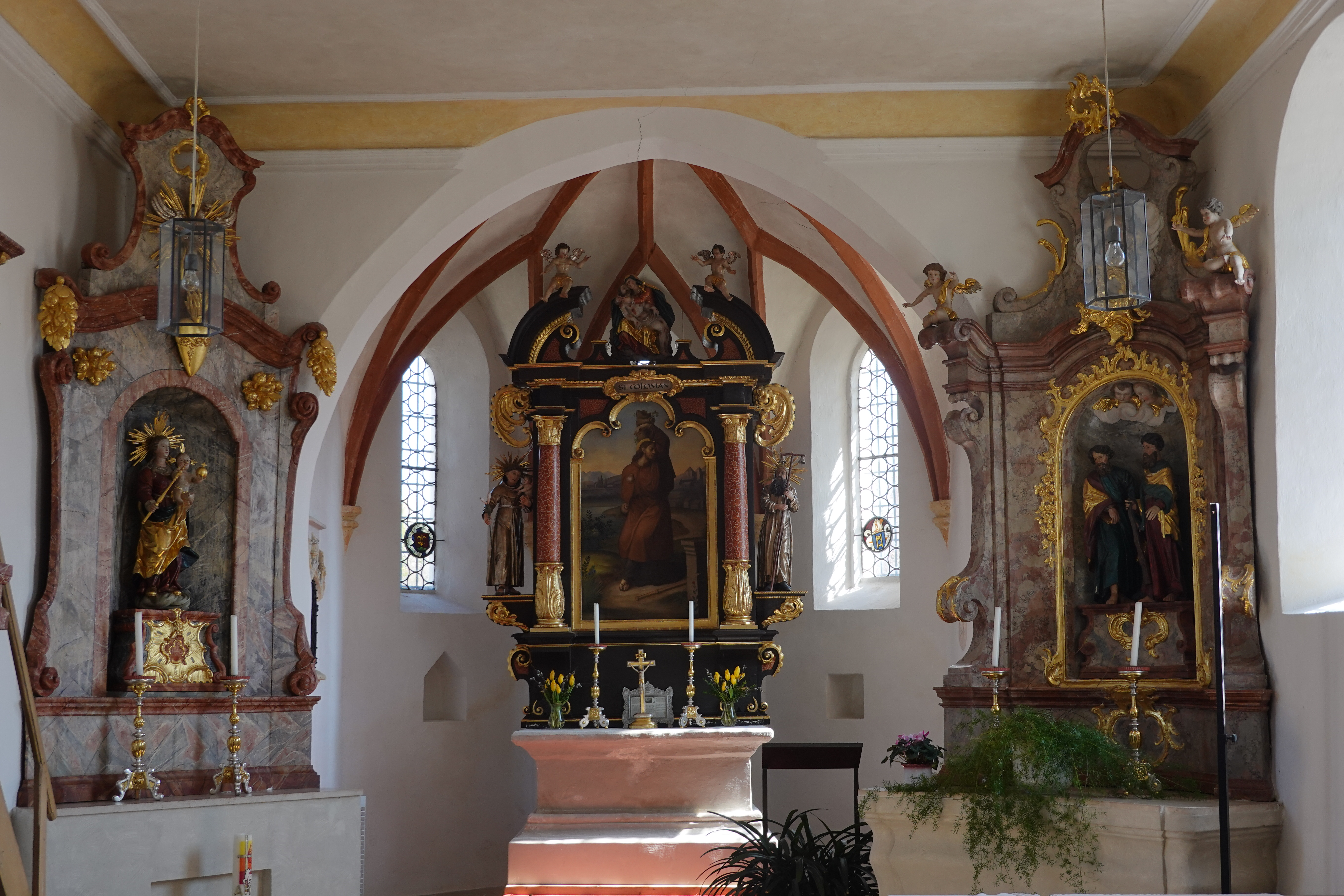
Innenansicht

Die römisch-katholische Filialkirche St. Coloman steht in Kirchseeon, einer Gemeinde im oberbayerischen Landkreis Ebersberg. Das Bauwerk ist in der Liste der Baudenkmäler in Kirchseeon als Baudenkmal unter der Nr. D-1-75-124-4 eingetragen. Die Kirche gehört zum Dekanat Ebersberg des Erzbistums München und Freising.

## Beschreibung
Die romanische Saalkirche wurde um 1200 errichtet und um 1500 spätgotisch ausgebaut. Im 18. Jahrhundert erfolgte eine Barockisierung. Die Kirche besteht aus dem  Langhaus und dem eingezogenen, dreiseitig geschlossenen Chor aus spätgotischer Zeit im Osten. Der Kirchturm über dem Chor erhielt im 18. Jahrhundert die achteckigen, mit einer Zwiebelhaube bedeckten Obergeschosse. An der Nordwand des Langhauses befindet sich unter dem Schleppdach die Sakristei. An der Südwand des Langhauses steht ein Vorbau mit dem Portal.
Im Innenraum des Chors befindet sich eine um 1500 entstandene Sakramentsnische. Auf dem um 1700 geschaffenen Hochaltar ist der Heilige Koloman abgebildet, flankiert von Statuen von Antonius dem Großen und Antonius von Padua. Die Orgel wurde 2015 vom Kloster Au am Inn gebraucht erworben.